# Nectria camerunensis
Nectria camerunensis är en svampart som beskrevs av K.R. Appel & Strunk 1904. Nectria camerunensis ingår i släktet Nectria och familjen Nectriaceae.   Inga underarter finns listade i Catalogue of Life.